# 日本コミュニティ放送協会
一般社団法人日本コミュニティ放送協会（にっぽんコミュニティほうそうきょうかい、英: Japan Community Broadcasting Association、略称: JCBA）は、コミュニティ放送事業者の相互啓発などを目的に設立された非営利団体である。

## 概要
コミュニティ放送事業者の団体としては国内最大の会員数を誇る。
日本民間放送連盟と同様に法令上、加入が義務付けられた団体ではなく、コミュニティ放送事業者のすべてが会員というわけではない。特に、加盟局が廃局して事業会社・団体が解散した後に、事業を継承した法人・団体が継承した場合、事業を継承した法人・団体が非加盟となる事例も散見される。
会員
入会資格は、事業に賛同するコミュニティ放送免許を受けた法人またはこれに準ずる団体で、コミュニティ放送の特定地上基幹放送事業者または認定基幹放送事業者でなければならない。
これ以外の事業に賛同する法人は賛助会員として入会できる。
沿革
- 1994年（平成6年）- 日本コミュニティ放送協議会が任意団体として設立
- 2002年（平成14年）- 有限責任中間法人日本コミュニティ放送協会となる。
- 2009年（平成21年）- 一般社団法人日本コミュニティ放送協会となる。